# Henry Jacobs
Cet article possède un paronyme, voir Henri Jacobs.
Pour les articles homonymes, voir Jacobs.
Henry Sandy Jacobs est un artiste sonore, compositeur et humoriste américain né le 9 octobre 1924 et mort le 25 septembre 2015.

## Biographie

### Formation
Jacobs est né à Chicago. Après un passage par l'Air Corps - au cours duquel il acquiert une certaine expérience de la diffusion radiophonique - il est diplômé de l'Université de Chicago, puis déménage à Mexico. Là, vers 1950, il travaille sur la station de radio mexicaine XEW et sur la station de télévision XHTV.

### Radio et premières œuvres sonores
En 1952, Jacobs vit à Chicago et commence à expérimenter les magnétophones à bobines, profitant notamment de la facilité avec laquelle ceux-ci permettent de manipuler directement le son. Le son ambiant et la variété structurale des sons spontanés l'intéressent ; il se rend alors à Haïti pour faire des enregistrements dans la rue. Alors qu'il suit des cours d'études supérieures à l'Université de l'Illinois, il produit une émission sur la station de radio du campus intitulée Music and Folklore qui est considérée par certains comme l'une des premières présentations de musique du monde à un public américain[réf. nécessaire]. Jacobs invite souvent des experts des musiques qu'il diffuse à intervenir dans son émission. Lorsqu'aucun expert n'est disponible, il joue le rôle parodique d'un faux-expert, comme par exemple "Sholem Stein", personnage de musicologue hébreu affirmant que la musique calypso a des significations rabbiniques profondes. Ces parodies sont largement improvisées avec son collègue humoriste Woody Leafer.

### Artiste sonore
En 1953, l'émission Music and Folklore de Jacobs est  rediffusée par la station Pacifica KPFA à Berkeley et son présentateur commence à se faire connaître dans toute la région de la baie. Jacobs commence alors ses premières expérimentations sonores. Il se munit de deux magnétophones et réenregistre des sons de percussion qu'il avait précédemment enregistrés. Il fait varier la vitesse de la bande au fur et à mesure qu'il réenregistre. Il colle ensuite les nouveaux sons obtenus  sur un ruban monté en boucle sans fin. Le montage final des boucles est intitulé "Sonata For Loudspeakers", publié pour la première fois sur le disque Folkways "Radio Program No. 1" puis inclus dans l'album Folkways de 1957, "Sounds of New Music" (disque Folkways n° FX 6160). Parallèlement, Jacobs continue de s'intéresser à tous les aspects du son, à la composition de musique concrète, au théâtre d'improvisation et à l'humour. Il fait la rencontre des poètes Lawrence Ferlinghetti, Kenneth Rexroth, Allen Ginsberg, du comédien Lenny Bruce et le percussionniste Mongo Santamaría.
Il se noue également d'amitié avec Ken Nordine, surnommé "le père du word jazz", et Alan Watts, un conteur et ancien prêtre anglican surtout connu pour avoir popularisé la philosophie orientale auprès du public occidental. Jacobs, après avoir pris la tête du label de son ami Bill Loughborough, MEA, en 1959, entreprend de sortir plusieurs enregistrements d'Alan Watts. Il devient son archiviste. Moe Asch, le fondateur de Folkways Records, offre à Jacobs l'opportunité de sortir son premier disque, Radio Program No 1 Audio Collage: Henry Jacobs' Music and Folklore, en 1955.
En 1957, en collaboration avec l'artiste Jordan Belson, Jacobs a produit les Vortex Concerts, une série de concerts mettant en vedette de la musique nouvelle, dont certaines pièces de Jacobs, de Karlheinz Stockhausen, et bien d'autres, et se déroulant au planétarium Morrison du Golden Gate Park à San Francisco. Des designers sonores comme Walter Murch considèrent généralement ces Virtex Concerts comme l'origine du concept (désormais standard) de  son multicanal. Le spectacle rencontre le succès et Jacobs et Belson sont invités à en présenter une version à l'Exposition universelle de 1958 à Bruxelles. Jacobs apparaît en tant que narrateur dans le film Odds and Ends de Jane Conger Belson Shimané en 1959.
En 1958, l'album suivant de Jacobs, The Wide Weird World de Shorty Petterstein met en scène le personnage fictif de Shorty Petterstein, caricature du hipster, qui répond à de fausses interviews qui servent de matériau de base à plusieurs pièces sonores. Jacobs avait déjà utilisé ce personnage dans l'album 2 Interviews Of Our Time en 1955 où Shorty Petterstein côtoyait le faux musicologue hébreu Sholem Stein. Les deux personnages avaient été créés dans l'émission Music and Folklore. Le personnage de Shorty apparaît également dans un court métrage de dessin animé de 1961, The Interview, réalisé par Ernest Pintoff.

### Collaborations avec des cinéastes
En 1961, Jacobs collabore avec le cinéaste Jordan Belson sur la bande originale du court-métrage Allures. En 1963, Jacobs sort un album intitulé The Laughing String. Avec le soutien de l'American Cancer Society, Jacobs, en collaboration avec John Korty, réalise un court métrage d'animation sur l'arrêt du tabac, Breaking the Habit (en), qui est nommé aux Oscars du cinéma en 1964. À la fin des années 1960, Jacobs crée des publicités radio pour Japan Airlines et est consultant en audiovisuel pour le service marketing de Bank of America. L'approche de Jacobs en matière de travail sonore a beaucoup intéressé des artistes tels que Walter Murch ou George Lucas, si bien qu'il est sollicité pour fournir des bandes sonores improvisées et des dialogues de fond pour le film de Lucas THX 1138. Jacobs est le parrain du designer sonore Ren Klyce.
En 1972, Jacobs collabore avec Bob McClay et Chris Koch sur une série d'émissions télévisées d'une demi-heure pour la chaîne de télévision publique de San Francisco KQED : "The Fine Art of Goofing Off" est une sorte de Rue Sésame philosophique ; chaque épisode développe un thème ouvert, comme « le temps » ou « le travail », traité par un collage de séquences animées dans des styles divers. Alan Watts, la troupe d'improvisation The Committee, l'artiste Victor Moscos, les musiciens Mark Unobsky et Pete Sears, Woody Leafer et Jordan Belson ont tous contribué à la série.
En 1973, Jacobs travaille avec David Grieve sur le film Essential Alan Watts: Man in Nature, Work as Play qui décrit les liens d'Alan Watts avec le mouvement Beat. Certains des travaux de Jacobs sont de nouveau publiés par Locust Music et Important Records. La majeure partie de ses bandes magnétiques a été détruite par un incendie en 1995, bien que 63 d'entre elles aient été redécouvertes par Jack Dangers qui publie une partie de ce matériel retrouvé en 2005.

## Discographie
- Interview with Dr. Sholem Stein on the Origins of Calypso, KPFA
- Shorty Petterstein Interview, KPFA
- Radio Programme No 1 Audio Collage: Henry Jacobs’ Music and Folklore (Folkways, 1955)[11]
- Two Interviews (Fantasy, 1955)
- Interviews of Our Times (Fantasy, 1955)
- "Sonata For Loudspeakers (Tape Loops Demo)" (1953-4). On album: "Sounds of New Music" (Folkways, 1957)
- The Weird Wide World of Shorty Petterstein (World Pacific, 1957)[12],[13]
- Highlights of Vortex (Folkways, 1959)
- Sounds of New Music (Folkways, 1962)
- The Laughing String (MEA, 1963)
- The Wide Weird World of Henry Jacobs/The Fine Art of Goofing Off (Important Records, 2005)[14],[15]
- Around the World with Henry Jacobs (Important)[16]